# Peter Ressmann
Peter „Resl“ Ressmann (* 9. Juni 1965 in Oberwölz, Steiermark; † 28. Mai 2010 in Unken, Salzburg) war ein österreichischer Bergführer und Extremskifahrer.

## Biographie
Peter Ressmann wuchs im elterlichen Gärtnereibetrieb auf, besuchte die Volksschule Oberwölz, die Skihauptschule in Schladming und anschließend die Skihandelsschule Schladming. Von 1984 bis 1989 arbeitete er im Bundessportheim Arlberg. 1989 gründete er mit seinem Freund Ernst Hinterseer die Skischule „Total Hinterseer“ in Kitzbühel, wo Ressmann die Abteilung „Alpin Experts“ etablierte. Peter Ressmann war seit 1986 staatlich geprüfter Berg- und Skiführer sowie Skilehrerausbilder. Außerdem war er kurzzeitig FIS-Rennläufer.
Er war verheiratet und Vater einer Tochter. Nach der Scheidung lebte er bis zu seinem Tod mit seiner neuen Lebensgefährtin zusammen.

## Unternehmungen
Bereits im Alter von vier Jahren stand Ressmann auf Skiern und unternahm Bergtouren mit seinen Eltern, mit neun Jahren stand er schon am Gipfel des Großglockner (3798 m). Er führte Kunden und Kollegen unter anderem auf den Muztagata (7509 m), Pik Lenin (7134 m), Aconcagua (6961 m), Chimborazo (6310 m), Denali (6190 m) und Elbrus (5642 m).
Am 6. Juli 2006 erreichte er den Gipfel des Broad Peak (8051 m), wobei er unterwegs die Erstbefahrung mit Skiern über die Erstbegeherroute von 1957 vollbrachte. Beim Abstieg vom Gipfel starb sein Kollege Markus Kronthaler. Ende 2006 stieg er mit dem Extremsportler Axel Naglich über den Ostgrat auf den Aoraki/Mount Cook (3724 m). Ihre geplante Erstbefahrung über das Caroline Face scheiterte aber am Blankeis.
Im Sommer 2007 gelang ihm mit Axel Naglich die bis dahin weltweit längste Skiabfahrt am Mount Saint Elias (5489 m). Die Unternehmung wurde unter dem Titel Mount St. Elias zu einem Dokumentarfilm verarbeitet, der 2009 in die österreichischen Kinos kam.

## Tod
Peter Ressmann führte am 28. Mai 2010 eine Touristengruppe bei einem „Outdoor-Abenteuer“ durch die Fischbach-Schlucht in Unken. An einer Abseilstelle löste er aus Versehen den falschen Karabiner und stürzte mitsamt seiner Selbstsicherung rund 20 Meter in den Tod. Beigesetzt wurde er in seiner Heimatgemeinde Oberwölz.
Zum fünften Todestag Ressmanns erschien die Folge „Peter Ressmann – Eine Widmung“ der Dokumentationsreihe Bergwelten.